# Wahlkreis Kassel-Land II
Der Wahlkreis Kassel-Land II (Wahlkreis 2) ist ein Landtagswahlkreis im hessischen Landkreis Kassel.
Ab der Landtagswahl 2023 umfasst der Wahlkreis die Städte und Gemeinden Ahnatal, Baunatal, Fuldabrück, Kaufungen, Lohfelden, Niestetal, Söhrewald und Vellmar.
Bei der Wahl 2018 gehörten auch noch Helsa und Schauenburg dazu. Durch Gesetz vom 18. Dezember 2017 (GVBl. S. 478) wurde die bis dahin zum Wahlkreis gehörende Gemeinde Nieste dem Wahlkreis Eschwege-Witzenhausen zugeschlagen.
Der Wahlkreis liegt im „Speckgürtel“ Kassels. Obwohl Nordhessen im Durchschnitt eine strukturschwache Region ist, liegt die Arbeitslosenquote im Kreis niedriger als in der Stadt Kassel oder Hessen gesamt (Kreis: 5,8 %, Hessen 6,8 %, Kassel 12,5 % im November 2007). Das verfügbare Einkommen je Einwohner liegt aber mit 17.639 € um 5,5 % unter dem Landesdurchschnitt (2005). Der Wahlkreis gilt als SPD-Hochburg, konnte aber 2023 erstmals von der CDU gewonnen werden.

## Wahl 2023
| Ergebnis im Wahlkreis Kassel-Land II (Wahlkreis 2) bei der Landtagswahl vom 8. Oktober 2023 | Ergebnis im Wahlkreis Kassel-Land II (Wahlkreis 2) bei der Landtagswahl vom 8. Oktober 2023 | Ergebnis im Wahlkreis Kassel-Land II (Wahlkreis 2) bei der Landtagswahl vom 8. Oktober 2023 | Ergebnis im Wahlkreis Kassel-Land II (Wahlkreis 2) bei der Landtagswahl vom 8. Oktober 2023 | Ergebnis im Wahlkreis Kassel-Land II (Wahlkreis 2) bei der Landtagswahl vom 8. Oktober 2023 | Ergebnis im Wahlkreis Kassel-Land II (Wahlkreis 2) bei der Landtagswahl vom 8. Oktober 2023 |
|                                                                                             |                                                                                             | Wahlkreisstimme                                                                             | Wahlkreisstimme                                                                             | Landesstimme                                                                                | Landesstimme                                                                                |
| Anzahl                                                                                      | %                                                                                           | Anzahl                                                                                      | %                                                                                           |                                                                                             |                                                                                             |
| Bewerber                                                                                    | Partei                                                                                      | Anzahl                                                                                      | %                                                                                           | Anzahl                                                                                      | %                                                                                           |
| ------------------------------------------------------------------------------------------- | ------------------------------------------------------------------------------------------- | ------------------------------------------------------------------------------------------- | ------------------------------------------------------------------------------------------- | ------------------------------------------------------------------------------------------- | ------------------------------------------------------------------------------------------- |
| Wahlberechtigte                                                                             | Wahlberechtigte                                                                             | 81.910                                                                                      | 81.910                                                                                      | 81.910                                                                                      | 81.910                                                                                      |
| Wähler                                                                                      | Wähler                                                                                      | 55.400                                                                                      | 55.400                                                                                      | 55.400                                                                                      | 67,6                                                                                        |
| Ungültige Stimmen                                                                           | Ungültige Stimmen                                                                           | 1.266                                                                                       | 2,3                                                                                         | 1.139                                                                                       | 2,1                                                                                         |
| Gültige Stimmen                                                                             | Gültige Stimmen                                                                             | 54.134                                                                                      | 97,7                                                                                        | 54.261                                                                                      | 97,9                                                                                        |
| davon                                                                                       |                                                                                             |                                                                                             |                                                                                             |                                                                                             |                                                                                             |
| Anna-Maria Schölch                                                                          | CDU                                                                                         | 16.439                                                                                      | 30,4                                                                                        | 16.788                                                                                      | 30,9                                                                                        |
| Thomas Gudehus                                                                              | GRÜNE                                                                                       | 5.890                                                                                       | 10,9                                                                                        | 6.186                                                                                       | 11,4                                                                                        |
| Florian Schneider                                                                           | SPD                                                                                         | 15.323                                                                                      | 28,3                                                                                        | 12.733                                                                                      | 23,5                                                                                        |
| Volker Richter                                                                              | AfD                                                                                         | 10.288                                                                                      | 19,0                                                                                        | 10.704                                                                                      | 19,7                                                                                        |
| Marcel Jost                                                                                 | FDP                                                                                         | 1.816                                                                                       | 3,4                                                                                         | 2.210                                                                                       | 4,1                                                                                         |
| Jan Kersting                                                                                | LINKE                                                                                       | 1.607                                                                                       | 3,0                                                                                         | 1.499                                                                                       | 2,8                                                                                         |
| Stephan Wassmuth                                                                            | Freie Wähler                                                                                | 2.482                                                                                       | 4,6                                                                                         | 1.705                                                                                       | 3,1                                                                                         |
|                                                                                             | Tierschutzpartei                                                                            |                                                                                             |                                                                                             | 940                                                                                         | 1,7                                                                                         |
|                                                                                             | Die PARTEI                                                                                  | 314                                                                                         | 0,6                                                                                         |                                                                                             |                                                                                             |
|                                                                                             | Piraten                                                                                     | 157                                                                                         | 0,3                                                                                         |                                                                                             |                                                                                             |
|                                                                                             | ÖDP                                                                                         | 81                                                                                          | 0,2                                                                                         |                                                                                             |                                                                                             |
|                                                                                             | P. f. schulm. Verjf.                                                                        | 42                                                                                          | 0,1                                                                                         |                                                                                             |                                                                                             |
|                                                                                             | V-Partei³                                                                                   | 162                                                                                         | 0,3                                                                                         |                                                                                             |                                                                                             |
|                                                                                             | PdH                                                                                         | 43                                                                                          | 0,1                                                                                         |                                                                                             |                                                                                             |
|                                                                                             | ABG                                                                                         | 105                                                                                         | 0,2                                                                                         |                                                                                             |                                                                                             |
|                                                                                             | APPD                                                                                        | 30                                                                                          | 0,1                                                                                         |                                                                                             |                                                                                             |
| Lars Rinsche                                                                                | Basis                                                                                       | 289                                                                                         | 0,5                                                                                         | 230                                                                                         | 0,4                                                                                         |
|                                                                                             | DKP                                                                                         |                                                                                             |                                                                                             | 33                                                                                          | 0,1                                                                                         |
|                                                                                             | DIE NEUE MITTE                                                                              | 30                                                                                          | 0,1                                                                                         |                                                                                             |                                                                                             |
|                                                                                             | Volt                                                                                        | 176                                                                                         | 0,3                                                                                         |                                                                                             |                                                                                             |
|                                                                                             | Klimaliste                                                                                  | 92                                                                                          | 0,2                                                                                         |                                                                                             |                                                                                             |

Neben der erstmals gewählten Wahlkreisabgeordneten Anna-Maria Schölch von der CDU, die das Direktmandat erstmals überhaupt für ihre Partei gewinnen konnte, wurde Volker Richter (AfD) über die Landesliste seiner Partei gewählt. Hingegen scheiterte Florian Schneider (SPD), der erst 2022 für die bisherige Wahlkreisabgeordnete Manuela Strube nachgerückt war, da er nicht ausreichend auf der SPD-Landesliste abgesichert war.

## Wahl 2018
| Gegenstand der Nachweisung | Gegenstand der Nachweisung    | Wahlkreis- stimmen | Wahlkreis- stimmen | Landes- stimmen | Landes- stimmen |
| Kreiswahlbewerber/in       | Partei                        | Anzahl             | %                  | Anzahl          | %               |
| -------------------------- | ----------------------------- | ------------------ | ------------------ | --------------- | --------------- |
| Wahlberechtigte            | Wahlberechtigte               | 95.770             | 100,0              | 95.770          | 100,0           |
| Wähler                     | Wähler                        | 65.457             | 76,4               | 65.457          | 76,4            |
| Ungültige Stimmen          | Ungültige Stimmen             | 1.999              | 3,1                | 1.795           | 2,7             |
| Gültige Stimmen            | Gültige Stimmen               | 63.458             | 100,0              | 63.662          | 100,0           |
| davon                      |                               |                    |                    |                 |                 |
| Frank Williges             | CDU                           | 14.887             | 23,5               | 14.000          | 22,0            |
| Manuela Strube             | SPD                           | 23.564             | 37,1               | 19.997          | 31,4            |
| Susanne Regier             | GRÜNE                         | 9.405              | 14,8               | 10.777          | 16,9            |
| Marjana Schott             | LINKE                         | 3.711              | 5,8                | 3.612           | 5,7             |
| Matthias Berghaus          | FDP                           | 3.935              | 6,2                | 3.824           | 6,0             |
| Volker Richter             | AfD                           | 7.956              | 12,5               | 8.122           | 12,8            |
| –                          | PIRATEN                       | x                  | x                  | 252             | 0,4             |
| –                          | FREIE WÄHLER                  | x                  | x                  | 1.506           | 2,4             |
| –                          | NPD                           | x                  | x                  | 64              | 0,1             |
| –                          | Die Partei                    | x                  | x                  | 247             | 0,4             |
| –                          | ödp                           | x                  | x                  | 71              | 0,1             |
| –                          | Graue Panther                 | x                  | x                  | 107             | 0,2             |
| –                          | BüSo                          | x                  | x                  | 3               | 0,0             |
| –                          | AD-Demokraten                 | x                  | x                  | 83              | 0,1             |
| –                          | Bündnis C                     | x                  | x                  | 72              | 0,1             |
| –                          | BGE                           | x                  | x                  | 52              | 0,1             |
| –                          | Die Violetten                 | x                  | x                  | 35              | 0,1             |
| –                          | Liberal-Konservative Reformer | x                  | x                  | 25              | 0,0             |
| –                          | Menschliche Welt              | x                  | x                  | 29              | 0,0             |
| –                          | Die Humanisten                | x                  | x                  | 32              | 0,1             |
| –                          | Gesundheitsforschung          | x                  | x                  | 81              | 0,1             |
| –                          | Tierschutzpartei              | x                  | x                  | 621             | 1,0             |
| –                          | V-Partei³                     | x                  | x                  | 50              | 0,1             |

Neben der erstmals direkt gewählten Wahlkreisabgeordneten Manuela Strube (SPD) wurde der AfD-Kandidat Volker Richter über die Landesliste seiner Partei in den Landtag gewählt. Im Januar 2022 rückte Florian Schneider (SPD) für die ausgeschiedene Strube in den Landtag nach.

## Wahl 2013
| Gegenstand der Nachweisung | Gegenstand der Nachweisung | Wahlkreis- stimmen | Wahlkreis- stimmen | Landes- stimmen | Landes- stimmen |
| Kreiswahlbewerber/in       | Partei                     | Anzahl             | %                  | Anzahl          | %               |
| -------------------------- | -------------------------- | ------------------ | ------------------ | --------------- | --------------- |
| Wahlberechtigte            | Wahlberechtigte            | 98.231             | 100,0              | 98.231          | 100,0           |
| Wähler                     | Wähler                     | 75.011             | 76,4               | 75.011          | 76,4            |
| Ungültige Stimmen          | Ungültige Stimmen          | 2.951              | 3,9                | 2.408           | 3,2             |
| Gültige Stimmen            | Gültige Stimmen            | 72.060             | 100,0              | 72.603          | 100,0           |
| davon                      |                            |                    |                    |                 |                 |
| Frank Williges             | CDU                        | 25.243             | 35,0               | 22.670          | 31,2            |
| Timon Gremmels             | SPD                        | 34.332             | 47,6               | 31.106          | 42,8            |
| Sven Makoschey             | FDP                        | 1.268              | 1,8                | 2.358           | 3,2             |
| Edmund Borschel            | GRÜNE                      | 5.542              | 7,7                | 6.827           | 9,4             |
| Horst Pilgram              | LINKE                      | 4.068              | 5,6                | 3.894           | 5,4             |
|                            | FREIE WÄHLER               | x                  | x                  | 402             | 0,6             |
|                            | NPD                        | x                  | x                  | 607             | 0,8             |
|                            | REP                        | x                  | x                  | 126             | 0,2             |
| Robin Geddert              | PIRATEN                    | 1.607              | 2,2                | 1.106           | 1,5             |
|                            | BüSo                       | x                  | x                  | 20              | 0,0             |
|                            | ADd                        | x                  | x                  | 95              | 0,1             |
|                            | Graue Panther              | x                  | x                  | 62              | 0,1             |
|                            | AfD                        | x                  | x                  | 2.842           | 3,9             |
|                            | AVIP                       | x                  | x                  | 63              | 0,1             |
|                            | LUPe                       | x                  | x                  | 9               | 0,0             |
|                            | ödp                        | x                  | x                  | 60              | 0,1             |
|                            | Die Partei                 | x                  | x                  | 316             | 0,4             |
|                            | PSG                        | x                  | x                  | 40              | 0,1             |

Timon Gremmels zog als Gewinner in den Landtag ein.

## Wahl 2009
| Gegenstand der Nachweisung | Gegenstand der Nachweisung | Wahlkreis- stimmen | Wahlkreis- stimmen | Landes- stimmen | Landes- stimmen |
| Bewerber                   | Partei                     | Anzahl             | %                  | Anzahl          | %               |
| -------------------------- | -------------------------- | ------------------ | ------------------ | --------------- | --------------- |
| Wahlberechtigte            | Wahlberechtigte            | 97.860             | 100,0              | 97.860          | 100,0           |
| Wähler                     | Wähler                     | 62.069             | 63,4               | 62.069          | 63,4            |
| Ungültige Stimmen          | Ungültige Stimmen          | 2.944              | 4,7                | 2.669           | 4,3             |
| Gültige Stimmen            | Gültige Stimmen            | 59.125             | 100,0              | 59.400          | 100,0           |
| davon                      |                            |                    |                    |                 |                 |
| Frank Williges             | CDU                        | 20.215             | 34,2               | 18.469          | 31,1            |
| Ulrike Gottschalck         | SPD                        | 24.655             | 41,7               | 21.672          | 36,5            |
| Lasse Becker               | FDP                        | 5.736              | 9,7                | 7.426           | 12,5            |
| Thomas Ackermann           | GRÜNE                      | 5.567              | 9,4                | 6.987           | 11,8            |
| Horst Pilgram              | LINKE                      | 2.952              | 5,0                | 3.117           | 5,2             |
|                            | REP                        | –                  | –                  | 260             | 0,4             |
|                            | FREIE WÄHLER               | –                  | –                  | 752             | 1,3             |
|                            | NPD                        | –                  | –                  | 350             | 0,6             |
|                            | PIRATEN                    | –                  | –                  | 277             | 0,5             |
|                            | BüSo                       | –                  | –                  | 90              | 0,2             |

Ulrike Gottschalck wurde bei der Bundestagswahl 2009 in den Bundestag gewählt. Sie legte daraufhin ihr Mandat im Landtag nieder, Timon Gremmels rückte für sie in den Landtag nach.

## Wahl 2008
| Gegenstand der Nachweisung | Gegenstand der Nachweisung | Wahlkreis- stimmen | Wahlkreis- stimmen | Landes- stimmen | Landes- stimmen |
| Bewerber                   | Partei                     | Anzahl             | %                  | Anzahl          | %               |
| -------------------------- | -------------------------- | ------------------ | ------------------ | --------------- | --------------- |
| Wahlberechtigte            | Wahlberechtigte            | 97.801             | 100,0              | 97.801          | 100,0           |
| Wähler                     | Wähler                     | 64.844             | 66,3               | 64.844          | 66,3            |
| Ungültige Stimmen          | Ungültige Stimmen          | 2.381              | 3,7                | 2.066           | 3,2             |
| Gültige Stimmen            | Gültige Stimmen            | 62.463             | 100,0              | 62.778          | 100,0           |
| davon                      |                            |                    |                    |                 |                 |
| Frank Williges             | CDU                        | 19.045             | 30,5               | 17.521          | 27,9            |
| Ulrike Gottschalck         | SPD                        | 32.265             | 51,7               | 30.803          | 49,1            |
| Wolfgang Ehle              | GRÜNE                      | 3.882              | 6,2                | 4.086           | 6,5             |
| Lasse Becker               | FDP                        | 3.336              | 5,3                | 4.336           | 6,9             |
| Rudolf Baur                | REP                        | 908                | 1,5                | 515             | 0,8             |
|                            | Die Tierschutzpartei       | –                  | –                  | 339             | 0,5             |
|                            | BüSo                       | –                  | –                  | 14              | 0,0             |
|                            | PSG                        | –                  | –                  | 28              | 0,0             |
|                            | Volksabstimmung            | –                  | –                  | 92              | 0,1             |
|                            | GRAUE                      | –                  | –                  | 125             | 0,2             |
| Horst Pilgram              | LINKE                      | 3.027              | 4,8                | 3.980           | 6,3             |
|                            | Die Violetten              | –                  | –                  | 53              | 0,1             |
|                            | FAMILIE                    | –                  | –                  | 212             | 0,3             |
|                            | FREIE WÄHLER               | –                  | –                  | 208             | 0,3             |
|                            | NPD                        | –                  | –                  | 333             | 0,5             |
|                            | PIRATEN                    | –                  | –                  | 88              | 0,1             |
|                            | UB                         | –                  | –                  | 45              | 0,1             |

## Wahl 2003
| Gegenstand der Nachweisung | Gegenstand der Nachweisung | Wahlkreis- stimmen | Wahlkreis- stimmen | Landes- stimmen | Landes- stimmen |
| Bewerber                   | Partei                     | Anzahl             | %                  | Anzahl          | %               |
| -------------------------- | -------------------------- | ------------------ | ------------------ | --------------- | --------------- |
| Wahlberechtigte            | Wahlberechtigte            | 110.935            | 100,0              | 110.935         | 100,0           |
| Wähler                     | Wähler                     | 75.207             | 67,8               | 75.207          | 67,8            |
| Ungültige Stimmen          | Ungültige Stimmen          | 3.492              | 4,6                | 3.371           | 4,5             |
| Gültige Stimmen            | Gültige Stimmen            | 71.715             | 100,0              | 71.836          | 100,0           |
| davon                      |                            |                    |                    |                 |                 |
| Frank Williges             | CDU                        | 29.506             | 41,1               | 28.404          | 39,5            |
| Manfred Schaub             | SPD                        | 33.449             | 46,6               | 30.047          | 41,8            |
| Martin Hühne               | GRÜNE                      | 5.741              | 8,0                | 6.594           | 9,2             |
| Alexander Langhans         | FDP                        | 3.019              | 4,2                | 4.322           | 6,0             |
|                            | REP                        | –                  | –                  | 686             | 1,0             |
|                            | Die Tierschutzpartei       | –                  | –                  | 490             | 0,7             |
|                            | DIE FRAUEN                 | –                  | –                  | 234             | 0,3             |
|                            | PBC                        | –                  | –                  | 119             | 0,2             |
|                            | DKP                        | –                  | –                  | 93              | 0,1             |
|                            | ödp                        | –                  | –                  | 53              | 0,1             |
|                            | BüSo                       | –                  | –                  | 27              | 0,0             |
|                            | FAG Hessen                 | –                  | –                  | 193             | 0,3             |
|                            | PSG                        | –                  | –                  | 37              | 0,1             |
|                            | Schill                     | –                  | –                  | 537             | 0,7             |

## Wahl 1999
| Gegenstand der Nachweisung | Gegenstand der Nachweisung | Wahlkreis- stimmen | Wahlkreis- stimmen | Landes- stimmen | Landes- stimmen |
| Bewerber                   | Partei                     | Anzahl             | %                  | Anzahl          | %               |
| -------------------------- | -------------------------- | ------------------ | ------------------ | --------------- | --------------- |
| Wahlberechtigte            | Wahlberechtigte            | 109.507            | 100,0              | 109.507         | 100,0           |
| Wähler                     | Wähler                     | 78.474             | 71,7               | 78.474          | 71,7            |
| Ungültige Stimmen          | Ungültige Stimmen          | 1.474              | 1,9                | 1.511           | 1,9             |
| Gültige Stimmen            | Gültige Stimmen            | 77.000             | 100,0              | 76.963          | 100,0           |
| davon                      |                            |                    |                    |                 |                 |
| Arno Meißner               | CDU                        | 25.471             | 33,1               | 25.266          | 32,8            |
| Manfred Schaub             | SPD                        | 43.816             | 56,9               | 41.998          | 54,6            |
| Barbara Weitzel            | GRÜNE                      | 3.819              | 5,0                | 3.937           | 5,1             |
| Klaus-Dieter Sänger        | F.D.P.                     | 2.270              | 2,9                | 2.891           | 3,8             |
| Ingo Böttcher              | REP                        | 1.341              | 1,7                | 1.269           | 1,6             |
|                            | Die Tierschutzpartei       | –                  | –                  | 324             | 0,4             |
|                            | DIE FRAUEN                 | –                  | –                  | 174             | 0,2             |
|                            | PASS                       | –                  | –                  | 58              | 0,1             |
|                            | DKP                        | –                  | –                  | 71              | 0,1             |
|                            | BüSo                       | –                  | –                  | 8               | 0,0             |
|                            | FWG                        | –                  | –                  | 469             | 0,6             |
|                            | PBC                        | –                  | –                  | 69              | 0,1             |
|                            | DHP                        | –                  | –                  | 8               | 0,0             |
|                            | NATURGESETZ                | –                  | –                  | 50              | 0,1             |
|                            | ödp                        | –                  | –                  | 41              | 0,1             |
|                            | NPD                        | –                  | –                  | 51              | 0,1             |
| Olaf Korneffel             | BFB-Die Offensive          | 283                | 0,4                | 279             | 0,4             |

## Wahl 1995
| Gegenstand der Nachweisung | Gegenstand der Nachweisung | Wahlkreis- stimmen | Wahlkreis- stimmen | Landes- stimmen | Landes- stimmen |
| Bewerber                   | Partei                     | Anzahl             | %                  | Anzahl          | %               |
| -------------------------- | -------------------------- | ------------------ | ------------------ | --------------- | --------------- |
| Wahlberechtigte            | Wahlberechtigte            | 107.864            | 100,0              | 107.864         | 100,0           |
| Wähler                     | Wähler                     | 79.089             | 73,3               | 79.089          | 73,3            |
| Ungültige Stimmen          | Ungültige Stimmen          | 1.983              | 2,5                | 1.575           | 2,0             |
| Gültige Stimmen            | Gültige Stimmen            | 77.106             | 100,0              | 77.514          | 100,0           |
| davon                      |                            |                    |                    |                 |                 |
| Manfred Schaub             | SPD                        | 40.868             | 53,0               | 38.868          | 50,1            |
| Eve Rotthoff               | CDU                        | 25.346             | 32,9               | 23.975          | 30,9            |
| Barbara Weitzel            | GRÜNE                      | 6.797              | 8,8                | 7.331           | 9,5             |
| Klaus-Dieter Sänger        | F.D.P.                     | 3.582              | 4,6                | 5.144           | 6,6             |
|                            | ÖDP                        | –                  | –                  | 69              | 0,1             |
|                            | GRAUE                      | –                  | –                  | 392             | 0,5             |
|                            | REP                        | –                  | –                  | 702             | 0,9             |
|                            | Solidarität                | –                  | –                  | 9               | 0,0             |
|                            | APD                        | –                  | –                  | 244             | 0,3             |
|                            | DKP                        | –                  | –                  | 55              | 0,1             |
|                            | NPD                        | –                  | –                  | 70              | 0,1             |
|                            | DHP                        | –                  | –                  | 13              | 0,0             |
|                            | f.NEP                      | –                  | –                  | 48              | 0,1             |
|                            | NATURGESETZ                | –                  | –                  | 111             | 0,1             |
|                            | BFB                        | –                  | –                  | 59              | 0,1             |
|                            | PBC                        | –                  | –                  | 128             | 0,2             |
| Rainer Nowotnik            | STATT Partei               | 513                | 0,7                | 296             | 0,4             |

## Wahl 1991
| Gegenstand der Nachweisung | Gegenstand der Nachweisung | Wahlkreis- stimmen | Wahlkreis- stimmen | Landes- stimmen | Landes- stimmen |
| Bewerber                   | Partei                     | Anzahl             | %                  | Anzahl          | %               |
| -------------------------- | -------------------------- | ------------------ | ------------------ | --------------- | --------------- |
| Wahlberechtigte            | Wahlberechtigte            | 106.791            | 100,0              | 106.791         | 100,0           |
| Wähler                     | Wähler                     | 82.732             | 77,5               | 82.732          | 77,5            |
| Ungültige Stimmen          | Ungültige Stimmen          | 1.502              | 1,8                | 1.523           | 1,8             |
| Gültige Stimmen            | Gültige Stimmen            | 81.230             | 100,0              | 81.209          | 100,0           |
| davon                      |                            |                    |                    |                 |                 |
| Eve Rotthoff               | CDU                        | 23.904             | 29,4               | 23.643          | 29,1            |
| Herbert Günther            | SPD                        | 48.007             | 59,1               | 45.027          | 55,4            |
| Horst Pilgram              | GRÜNE                      | 4.749              | 5,8                | 5.620           | 6,9             |
| Klaus-Dieter Sänger        | F.D.P.                     | 4.570              | 5,6                | 5.372           | 6,6             |
|                            | REP                        | –                  | –                  | 918             | 1,1             |
|                            | DIE GRAUEN                 | –                  | –                  | 358             | 0,4             |
|                            | ÖDP                        | –                  | –                  | 176             | 0,2             |
|                            | PBC                        | –                  | –                  | 95              | 0,1             |

## Wahl 1987
|                        | Partei            | Anzahl  | %     |
| ---------------------- | ----------------- | ------- | ----- |
| Wahlberechtigte        | Wahlberechtigte   | 102.789 | 100,0 |
| Wähler                 | Wähler            | 88.477  | 86,1  |
| Ungültige Stimmen      | Ungültige Stimmen | 558     | 0,6   |
| Gültige Stimmen        | Gültige Stimmen   | 87.919  | 100,0 |
| davon                  |                   |         |       |
| Herbert Günther        | SPD               | 48.934  | 55,7  |
| Wolfgang von Heusinger | CDU               | 26.307  | 29,9  |
| Klaus-Dieter Sänger    | F.D.P.            | 5.476   | 6,2   |
| Monika Frank           | GRÜNE             | 6.892   | 7,8   |
| Hannelore Damm         | DKP               | 187     | 0,2   |
| Charles Frese          | Öko               | 123     | 0,1   |

## Wahl 1983
|                        | Partei            | Anzahl | %     |
| ---------------------- | ----------------- | ------ | ----- |
| Wahlberechtigte        | Wahlberechtigte   | 98.977 | 100,0 |
| Wähler                 | Wähler            | 88.136 | 89,0  |
| Ungültige Stimmen      | Ungültige Stimmen | 429    | 0,5   |
| Gültige Stimmen        | Gültige Stimmen   | 87.707 | 100,0 |
| davon                  |                   |        |       |
| Wolfgang von Heusinger | CDU               | 24.626 | 28,1  |
| Herbert Günther        | SPD               | 53.078 | 60,5  |
| Edmund Borschel        | GRÜNE             | 4.193  | 4,8   |
| Willi-Walter Lotz      | F.D.P.            | 5.385  | 6,1   |
| Ulrike Jakob-Stumpf    | DKP               | 169    | 0,2   |
| Hans-Jürgen Büchner    | LD                | 256    | 0,3   |

## Wahl 1982
|                        | Partei            | Anzahl | %     |
| ---------------------- | ----------------- | ------ | ----- |
| Wahlberechtigte        | Wahlberechtigte   | 97.614 | 100,0 |
| Wähler                 | Wähler            | 89.638 | 91,8  |
| Ungültige Stimmen      | Ungültige Stimmen | 675    | 0,8   |
| Gültige Stimmen        | Gültige Stimmen   | 88.963 | 100,0 |
| davon                  |                   |        |       |
| Wolfgang von Heusinger | CDU               | 31.191 | 35,1  |
| Herbert Günther        | SPD               | 50.161 | 56,4  |
| Werner Bracht          | F.D.P.            | 1.800  | 2,0   |
| Nikolaus Damm          | DKP               | 274    | 0,3   |
| Georg Woizeschke       | GRÜNE             | 5.537  | 6,2   |

## Wahl 1978
|                        | Partei            | Anzahl | %     |
| ---------------------- | ----------------- | ------ | ----- |
| Wahlberechtigte        | Wahlberechtigte   | 90.022 | 100,0 |
| Wähler                 | Wähler            | 83.817 | 93,1  |
| Ungültige Stimmen      | Ungültige Stimmen | 331    | 0,4   |
| Gültige Stimmen        | Gültige Stimmen   | 83.486 | 100,0 |
| davon                  |                   |        |       |
| Wolfgang von Heusinger | CDU               | 27.908 | 33,4  |
| Herbert Günther        | SPD               | 49.320 | 59,1  |
| Ernst Luczkowski       | F.D.P.            | 4.443  | 5,3   |
| Nikolaus Damm          | DKP               | 322    | 0,4   |
| Reinhard Schimmelpfeng | NPD               | 156    | 0,2   |
| Andreas Huhn           | KBW               | 38     | 0,0   |
| Matthias Simon         | GAZ               | 622    | 0,7   |
| Heidemarie Schramm     | GLH               | 677    | 0,8   |

## Wahl 1974
|                        | Partei            | Anzahl | %     |
| ---------------------- | ----------------- | ------ | ----- |
| Wahlberechtigte        | Wahlberechtigte   | 82.286 | 100   |
| Wähler                 | Wähler            | 74.507 | 90,5  |
| Ungültige Stimmen      | Ungültige Stimmen | 478    | 0,6   |
| Gültige Stimmen        | Gültige Stimmen   | 74.029 | 100,0 |
| davon                  |                   |        |       |
| Hans Neusel            | SPD               | 42.788 | 57,8  |
| Wolfgang von Heusinger | CDU               | 24.979 | 33,7  |
| Albert Großberndt      | FDP               | 5.176  | 7,0   |
| Nikolaus Damm          | DKP               | 679    | 0,9   |
| Karl Nierenköther      | NPD               | 407    | 0,5   |

## Wahl 1970
|                   | Partei            | Anzahl | %     |
| ----------------- | ----------------- | ------ | ----- |
| Wahlberechtigte   | Wahlberechtigte   | 70.769 | 100,0 |
| Wähler            | Wähler            | 64.005 | 90,4  |
| Ungültige Stimmen | Ungültige Stimmen | 416    | 0,6   |
| Gültige Stimmen   | Gültige Stimmen   | 63.589 | 100,0 |
| davon             |                   |        |       |
| Hans Neusel       | SPD               | 40.278 | 63,3  |
| Christoph Rudolph | CDU               | 16.650 | 26,2  |
| Albert Großberndt | FDP               | 4.940  | 7,8   |
| Felix Rackelmann  | NPD               | 926    | 1,5   |
| Nikolaus Damm     | DKP               | 795    | 1,3   |

## Bisherige Wahlkreissieger
Direkt gewählte Abgeordnete des Wahlkreises Kassel-Land II waren:
| Jahr | Wahlkreisname                | Gebiet | Direktkandidat     | Partei | Stimmen in % |
| ---- | ---------------------------- | --- | ------------------ | ------ | ------------ |
| 2018 | Wahlkreis 2 – Kassel-Land II | Ahnatal, Fuldabrück, Helsa, Kaufungen, Lohfelden, Niestetal, Schauenburg, Söhrewald und Vellmar                                      | Manuela Strube     | SPD    | 37,1         |
| 2013 | Wahlkreis 2 – Kassel-Land II | Ahnatal, Baunatal, Fuldabrück, Helsa, Kaufungen, Lohfelden, Nieste, Niestetal, Schauenburg, Söhrewald und Vellmar                    | Timon Gremmels     | SPD    | 47,6         |
| 2009 | Wahlkreis 2 – Kassel-Land II | Ahnatal, Baunatal, Fuldabrück, Helsa, Kaufungen, Lohfelden, Nieste, Niestetal, Schauenburg, Söhrewald und Vellmar                    | Ulrike Gottschalck | SPD    | 41,7         |
| 2008 | Wahlkreis 2 – Kassel-Land II | Ahnatal, Baunatal, Fuldabrück, Helsa, Kaufungen, Lohfelden, Nieste, Niestetal, Schauenburg, Söhrewald und Vellmar                    | Ulrike Gottschalck | SPD    | 51,7         |
| 2003 | Wahlkreis 2 – Kassel-Land II | Ahnatal, Baunatal, Espenau, Fuldabrück, Fuldatal, Helsa, Kaufungen, Lohfelden, Nieste, Niestetal, Schauenburg, Söhrewald und Vellmar | Manfred Schaub     | SPD    | 46,6         |
| 1999 | Wahlkreis 2 – Kassel-Land II | Ahnatal, Baunatal, Espenau, Fuldabrück, Fuldatal, Helsa, Kaufungen, Lohfelden, Nieste, Niestetal, Schauenburg, Söhrewald und Vellmar | Manfred Schaub     | SPD    | 56,9         |
| 1995 | Wahlkreis 2 – Kassel-Land II | Ahnatal, Baunatal, Espenau, Fuldabrück, Fuldatal, Helsa, Kaufungen, Lohfelden, Nieste, Niestetal, Schauenburg, Söhrewald und Vellmar | Manfred Schaub     | SPD    | 53,0         |
| 1991 | Wahlkreis 2 – Kassel-Land II | Ahnatal, Baunatal, Espenau, Fuldabrück, Fuldatal, Helsa, Kaufungen, Lohfelden, Nieste, Niestetal, Schauenburg, Söhrewald und Vellmar | Herbert Günther    | SPD    | 59,1         |
| 1987 | Wahlkreis 2 – Kassel-Land II | Ahnatal, Baunatal, Espenau, Fuldabrück, Fuldatal, Helsa, Kaufungen, Lohfelden, Nieste, Niestetal, Schauenburg, Söhrewald und Vellmar | Herbert Günther    | SPD    | 55,7         |
| 1983 | Wahlkreis 2 – Kassel-Land II | Ahnatal, Baunatal, Espenau, Fuldabrück, Fuldatal, Helsa, Kaufungen, Lohfelden, Nieste, Niestetal, Schauenburg, Söhrewald und Vellmar | Herbert Günther    | SPD    | 60,5         |
| 1982 | Wahlkreis 2                  | Ahnatal, Baunatal, Espenau, Fuldabrück, Fuldatal, Helsa, Kaufungen, Lohfelden, Nieste, Niestetal, Schauenburg, Söhrewald und Vellmar | Herbert Günther    | SPD    | 56,4         |
| 1978 | Wahlkreis 2                  | Ahnatal, Baunatal, Espenau, Fuldabrück, Fuldatal, Helsa, Kaufungen, Lohfelden, Nieste, Niestetal, Schauenburg, Söhrewald und Vellmar | Herbert Günther    | SPD    | 59,1         |
| 1974 | Wahlkreis 2                  | Ahnatal, Baunatal, Espenau, Fuldabrück, Fuldatal, Helsa, Kaufungen, Lohfelden, Nieste, Niestetal, Schauenburg, Söhrewald und Vellmar | Hans Neusel        | SPD    | 57,8         |
| 1970 | Wahlkreis 2                  | damaliger Landkreis Kassel | Hans Neusel        | SPD    | 63,3         |